# Cimetière juif de Berlin-Weißensee
Le cimetière juif de Berlin-Weißensee (Jüdischer Friedhof Berlin-Weißensee) est un cimetière berlinois établit en 1880 à Berlin-Weißensee. Avec 392 362 m2 de superficie sur laquelle se trouvent environ 115 000 tombes, il s'agit plus grand cimetière juif d'Europe.

## Tombes de personnages célèbres
- Louis Lewandowski, compositeur
- Josef Garbáty, fabricant de cigarettes à Berlin
- Berthold Kempinski, marchand de vin de Berlin, fondateur de la chaîne d'hôtels Kempinski
- Eugen Goldstein, physicien
- Rudolf Mosse, éditeur de presse
- Samuel von Fischer, éditeur, fondateur de la S. Fischer Verlag
- Hermann Tietz, fondateur de grands magasins.
- Moritz Heimann, écrivain et journaliste
- Theodor Wolff, écrivain et journaliste
- Herbert Baum, résistant anti-fasciste
- Leo Baeck, rabbin réformé
- Stefan Heym, écrivain
- Micha Josef Berdyczewski, hébraïsant et journaliste
- Hermann Cohen, philosophe
- Max Jaffe, chimiste
- Moses Mendelssohn, philosophe
- Angelika Schrobsdorff, écrivain

## Galerie

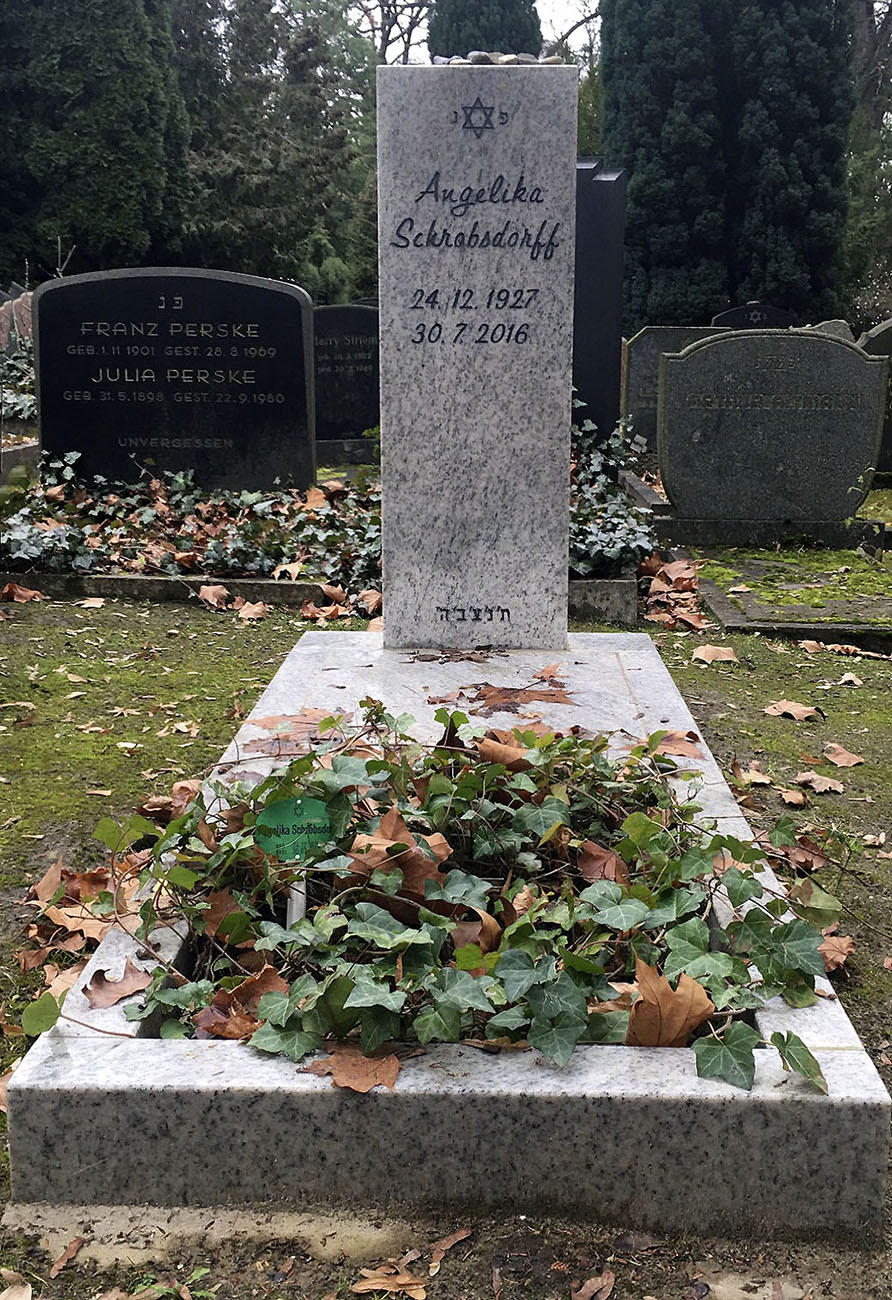
Tombe Angelika Schrobsdorff.